# Macrón
Un macrón (del griego «μακρόν» makrón, 'largo') es el diacrítico ◌̄ ˉ situado sobre una vocal para indicar que la vocal es larga (señaladas en el Alfabeto Fonético Internacional mediante [ː]). Tiene un significado opuesto al breve ˘, usado para indicar una vocal corta. Estas distinciones son usualmente fonémicas.
Por ejemplo, en latín ambulāre significa 'andar' y la primera «a» suena diferente de la segunda, y malum 'el mal' y mālum 'manzana' se distinguían por la duración de la primera vocal. 
Este signo se emplea además en varios campos de la ciencia con diferentes significados. Por ejemplo, en teoría de conjuntos se emplea para designar el complemento de un conjunto, mientras que en física de partículas se utiliza para diferenciar las partículas de las antipartículas, por ejemplo protón p y antiprotón p̄.